# Semi-marathon de Valence
Le Semi-marathon de Valence (Medio Maratón Valencia Trinidad Alfonso) est une course de semi-marathon se déroulant tous les ans, en octobre, dans la ville de Valence, en Espagne. Créée en 1991, l'épreuve est disputée sur la distance du semi-marathon depuis 2006. Elle fait partie du circuit international des IAAF Road Race Label Events, dans la catégorie des « Labels d'argent » et, depuis 2016, dans les « Labels d'or ».

## Palmarès
Code couleur :
- Record de l'épreuve

| Année | Vainqueur hommes     | Temps            | Vainqueur femmes           | Temps                |
| ----- | -------------------- | ---------------- | -------------------------- | -------------------- |
| 2006  | Edwin Kibet Kiptoo   | 1 h 02 min 48 s  | Joan Jepkorir Aiyabei      | 1 h 12 min 48 s      |
| 2007  | Peter Korir Kipkasi  | 1 h 02 min 24 s  | Joan Jepkorir Aiyabei      | 1 h 11 min 16 s      |
| 2008  | Jacob Yator          | 1 h 01 min 32 s  | Sarah Kerubo               | 1 h 15 min 18 s      |
| 2009  | Geoffrey Mutai       | 59 min 30 s      | Beatrice Jepchuma          | 1 h 15 min 31 s      |
| 2010  | John Nzau Mwangangi  | 1 h 01 min 10 s  | Joyce Chepkirui            | 1 h 09 min 25 s      |
| 2011  | John Nzau Mwangangi  | 59 min 45 s      | Malika Assahssah           | 1 h 10 min 26 s      |
| 2012  | Joël Kemboi Kimurer  | 59 min 36 s      | Alice Kemunto Mogire       | 1 h 09 min 57 s      |
| 2013  | Jacob Kibet Kendagor | 59 min 58 s      | Joyce Chepkirui            | 1 h 08 min 15 s      |
| 2014  | Abraham Cheroben     | 58 min 48 s      | Emily Chebet               | 1 h 08 min 01 s      |
| 2015  | Abraham Cheroben     | 59 min 10 s      | Netsanet Gudeta            | 1 h 07 min 31 s      |
| 2016  | Stephen Kibet        | 59 min 27 s      | Peres Jepchirchir          | 1 h 07 min 09 s      |
| 2017  | Abraham Cheroben     | 59 min 11 s      | Joyciline Jepkosgei        | 1 h 04 min 51 s (RM) |
| 2018  | Abraham Kiptum       | 58 min 18 s (RM) | Gelete Burka               | 1 h 06 min 11 s      |
| 2019  | Yomif Kejelcha       | 59 min 05 s      | Senbere Teferi             | 1 h 05 min 32 s      |
| 2020  | Kibiwott Kandie      | 57 min 32 s (RM) | Genzebe Dibaba             | 1 h 05 min 18 s      |
| 2021  | Abel Kipchumba       | 58 min 07 s      | Letesenbet Gidey           | 1 h 02 min 52 s (RM) |
| 2022  | Kibiwott Kandie      | 58 min 11 s      | Konstanze Klosterhalfen    | 1 h 05 min 41 s      |
| 2023  | Kibiwott Kandie      | 57 min 40 s      | Margaret Chelimo Kipkemboi | 1 h 4 min 46 s       |
| 2024  | Yomif Kejelcha       | 57 min 30 s(RM)  | Agnes Ngetich              | 1 h 3 min 4 s        |